# Dåntorp
Dåntorp är en kommunöverskridande småort i Haninge kommun och Huddinge kommun i Stockholms län. Dåntorp ligger väster om industriområdet i Jordbro i Västerhaninge socken med mindre delar av småortens bebyggelse i Huddinge kommun.